# Wie aus einem Schweinehirten ein König ward
Wie aus einem Schweinehirten ein König ward ist ein Märchen (AaTh 569, 318). Es steht in Ulrich Jahns Volksmärchen aus Pommern und Rügen an Stelle 33.

## Inhalt
Einem Schweinehirt träumt dreimal, er solle in Sibirien König werden. Unterwegs im Wald sieht er zwölf Kerle unter einem Wacholder aus und ein gehen. Er hört versteckt, wie sie erbeutete Siebenmeilenstiefel, einen Säbel und einen Hut rühmen. Die nimmt er, läuft zur Hauptstadt Sibiriens und wird Reiter. Im Krieg schlägt er mit seinen Waffen die Feinde ganz allein, heiratet des Königs Tochter und wird König. Die Königin liebt einen General und zeigt ihm die Wundergaben. Der König muss gehen. Eine Schlange zeigt ihm eine Decke, die ihn in ein Pferd verwandelt, das sich von einem Bauer teuer am Markt verkaufen lässt. Nur soll er ja das Zaumzeug nicht mit verkaufen, tut es um Geld aber doch. Die Frau sieht gleich, wer das Pferd ist, lässt es töten, doch der Held lässt sich von der Magd als Baum, dann als Ente wiederbeleben, die den General ins Wasser lockt. Er nimmt ihm die Sachen ab, tötet ihn und die Frau und heiratet die Magd.

## Herkunft
Jahn gibt nur an: „Mündlich aus Quatzow, Kreis Schlawe.“ Walter Scherf findet den Text erstaunlich nah am altägyptischen Brüdermärchen (Papyrus d’Orbiney). Der Anfang ähnelt Ludwig Bechsteins Des kleinen Hirten Glückstraum (Deutsches Märchenbuch, Nr. 43), der Traum sei vielleicht mit Der Traum des Prinzen (Johann Georg von Hahns Griechische und albanesische Märchen, Nr. 45) verwandt. Vgl. Wolfs Die Räuberhöhle im Walde, Der Schäferssohn und die zauberische Königstochter, Bechsteins Nr. 35 Der Zauberwettkampf, Grimms KHM 68 De Gaudeif un sien Meester.